# 里奇維尤 (伊利諾伊州)
里奇維尤（英語：Richview）是位於美國伊利諾伊州華盛頓縣的一個村落。

## 地理
里奇維尤的座標為38°22′48″N 89°10′48″W / 38.38000°N 89.18000°W，而該地最高點為海拔高度165米（即541英尺）。

## 人口
根據2010年美國人口普查的數據，里奇維尤的面積為2.90平方千米，當中陸地面積為2.90平方千米，而水域面積為0.00平方千米。當地共有人口253人，而人口密度為每平方千米87人。